# El Jorullo
El Jorullo es un volcán de tipo cono de ceniza en Michoacán, México, ubicado en la ladera sudoeste de la meseta central, 53 kilómetros al sudeste de Uruapan, y unos 10 kilómetros al estenordeste de La Huacana, también conocido por estar situado en el campo volcánico Michoacán - Guanajuato. Su elevación actual es 1320 m s. n. m..

## Descripción
El Jorullo tiene 4 conos de ceniza más pequeños los cuales han crecido en sus flancos. Las chimeneas de El Jorullo están alineadas en una dirección nordeste a sudoeste. La lava de estas chimeneas cubre nueve kilómetros cuadrados alrededor del volcán. Las erupciones más recientes produjeron lavas que tenían más altos contenidos de sílice haciéndolas más espesas que las anteriores lavas basálticas y de andesita basáltica. El cráter de El Jorullo tiene unos 400 por 500 metros de ancho y 150 metros de profundidad.
El Jorullo es uno de los volcanes conocidos que se han desarrollado en México en la historia reciente. El segundo, nacido unos 183 años más tarde, fue llamado Paricutín por un pueblo cercano que finalmente destruyó. Paricutín está a unos 80 km al noroeste de El Jorullo.
El Jorullo nació el 29 de septiembre de 1759. Se produjeron terremotos antes de este primer día de erupción. Una vez que el volcán entró en erupción, continuó durante 15 años, finalmente acabando en 1774. El Jorullo no se desarrolló en un campo de maíz como lo hizo el Paricutín, pero destruyó lo que había sido una rica área agrícola. Creció aproximadamente 250 metros desde el suelo en las primeras seis semanas. Las erupciones de El Jorullo fueron fundamentalmente freáticas y freatomagmáticas. Cubrieron el área con coladas de barro viscosas, flujos de agua y lluvias de ceniza. Todos los ríos de lava excepto el más joven estuvieron cubiertos por esta lluvia de ceniza. Las posteriores erupciones de El Jorullo fueron magmáticas sin coladas de barro ni flujos de agua. Esta erupción de 15 años fue la más larga que El Jorullo ha tenido, y fue la erupción conocida más larga con cono ceniza. Los ríos de lava aún pueden verse al norte y oeste del volcán. La erupción tuvo un IEV de 4.
Durante su visita al Virreinato de Nueva España, Alexander von Humboldt realizó una visita a este volcán, muy joven en aquella época.
Tanto El Paricutín como El Jorullo surgieron en un área conocida por sus volcanes. Llamado el eje volcánico transversal, la región se extiende unos 1.120 kilómetros del este al oeste a través del sur de México. Los geólogos dicen que la actividad eruptiva depositó una capa de roca volcánica de unos 1800 metros de espesor, creando una alta y fértil meseta. Durante los meses de verano, las cumbres enganchan brisas cargadas de humedad del Océano Pacífico; las ricas tierras de labranza, a su vez, han hecho a este eje la región más poblada de México.
Aunque la región ya contaba con tres de las cuatro ciudades más grandes del país: México, D. F., Puebla de Zaragoza y Guadalajara (el área alrededor de Paricutín, unos 320 kilómetros al oeste de la capital), era todavía un remanso de paz habitado por nativos purépechas a principios de la década de 1940.